# Huarmey (província)
Huarmey ou, na sua forma portuguesa, Guarmei é uma província do Peru localizada na região de  Ancash. Sua capital é a cidade de Huarmey.

## Distritos da província
- Cochapeti
- Culebras
- Huarmey
- Huayan
- Malvas